# Saladoïdecultuur
De Saladoïdecultuur was de eerste cultuur in het noorden van Zuid-Amerika en het Caribisch gebied die aardewerk vervaardigde. Het was ook de eerste cultuur in deze regio die zich op landbouw baseerde. Voordien, in wat de Archaïsche periode genoemd wordt, was de samenleving op jagen en verzamelen gebaseerd. 

## Geschiedenis
De cultuur is ontstaan rond 2500 (cal) v.Chr. in het Orinoco-gebied van het huidige Venezuela. De oudste vindplaats ervan is La Gruta ('de grot') aan het middendeel van de Orinoco.
In later tijden verspreidde de cultuur zich over de eilanden van de Kleine Antillen. Er zijn op drie vindpaatsen op het Franse deel van Sint Maarten resten van aangetroffen. Ook op Sint Eustatius zijn resten van de Cedros-Saladoïde cultuur gevonden, met name bij Gouden Rots, eerst door J.P.B. de Josselin de Jong in 1923. (Publicatie eerst in 1947).  Hij vond stukken ZIC-aardewerk, typerend voor deze cultuur. In 1981/82 volgde er een grondiger onderzoek.
De vondsten van de Saladero-vindplaats -waar de cultuur naar vernoemd is- doen vermoeden dat het de vestiging van de Barrancoïde cultuur aan de oevers van de benedenloop van de Orinoco was, die er de dragers van de Saladoïde cultuur toe bewoog om zich aan de kust van Venezuela te vestigen en zich vandaaruit te verspreiden, eerst naar Trinidad, later via de Kleine Antillen naar Puerto Rico en de oostpunt van Hispaniola. Volgens koolstofdatering heeft de verspreiding over de eilanden in de vijfde of vierde eeuw v.Chr. plaatsgevonden, dus zo'n drie- tot vierhonderd jaar na de vestiging aan de Venezolaanse kust. De Saladoïde kolonisatie van al deze streken bracht dorpsleven, petrogliefen, tuinbouw en de vervaardiging van aardewerk met zich mee. Een beweging westwaarts langs de Venezolaanse kust bleef lange tijd uit, mogelijk door conflicten met de lokale dragers van de oudere Archaïsche cultuur.
Het gevonden aardewerk laat tot ongeveer 350 na Chr. een opmerkelijke eenvormigheid zien in alle gebieden van vestiging van de Saladoïde cultuur. Dit wijst erop dat er regelmatig contact bleef bestaan. Aan het einde van deze periode lijkt er ook uitwisseling met de Barrancoïden te zijn, zoals in El Palito en bereiken 'contact-waren' Aruba in het westen. In West-Suriname is met name in de vindplaats Wonotobovallen zowel laat-Saladoïde als daarbovenop Barroncoïde aardewerk gevonden.

## Subculturen
Sommige onderzoekers, zoals bijvoorbeeld Luis Chanlatte en Yvonne Narganes op Puerto Rico, onderscheiden subculturen die door anderen weer als takken of voortzettingen van de Saladoïde cultuur gezien worden.

### Ronquin
Met deze naam wordt de vroegste fase van de cultuur aangeduid zoals deze zich even voor 2000 v.Chr. aan de midden- en benedenloop van de Orinoco ontwikkelde. De naam verwijst naar de vindplaats van Ronquín (met vondsten van ongeveer 1600-1100 v.Chr.)  De plek werd lange tijd door zo'n 130 mensen bewoond die leefden van hak en brand-akkerbouw langs een rivier die jaarlijks buiten zijn oevers trad, aangevuld met jacht, visserij en verzameling.

### Cedros
Cedros is een vindplaats op Trinidad uit de tijd dat de cultuur zich had begonnen uit te breiden over de Caribische eilanden, rond 500 v.Chr. Het aardewerk dat deze voortzetting van de Saladoïde cultuur produceert, is goed herkenbaar. Er zijn twee duidelijke types te onderscheiden:
1. Wit-op-rood (W-O-R); een stijl waarbij witte verf op rood aardewerk werd aangebracht, vooral op kommen die klokvormig zijn, een omgezette rand hebben en een D-vormig oor.
2. ZIC-aardewerk: zone incised cross-hatching. Aardewerk, met in zones ingesneden kruisarcering.

ZIC-aardewerk was al heel lang bekend, maar niet van de vroege fase van de Saladoïde cultuur (Ronquin). De oudste voorbeelden ervan zijn in Ecuador gevonden, in de Valdivia-stijl van 2500 v.Chr. Het is echter een kenmerkend element van de Cedros-fase van de Saladoïden geworden, dat voor het eerst rond 190 v.Chr. in Cedros op Trinidad opduikt en zich van daaruit over het Caribisch gebied verspreid heeft.

### Hueca en Igneri
Gebaseerd op vondsten van de Sorcé-vindplaats op Vieques onderscheiden Chanlatte en Narganes twee opeenvolgende migraties die zij de Hueca en Saladoïde-Igneri noemen. Zij zien Hueca als een aparte cultuur. Anderen zien echter ook de Hueca als een tak van de Saladoïden. Tot deze conclusie kwam Stephen Carini in zijn proefschrift na vergelijking van aardewerk van een aantal vindplaatsen van Puerto Rico, St. Croix, Sint Maarten, Antigua, Trinidad en Venezuela.

## Uitwerking
De uitwerking van de verspreiding van de Saladoïde cultuur, met name de Cedros-vorm ervan, op de Caribische eilanden was groot. De jager-verzamelaars verdwenen, mogelijk goedschiks, mogelijk ook met geweld, dat is niet vast te stellen. De nieuwkomers brachten betere stenen werktuigen, velden grotere bomen, verbouwden cassave, zoete aardappelen, katoen en tabak. Ze vervaardigden stenen bijlen en maalstenen, aardewerken cassaveroosters, boren en verscheidene kunstvoorwerpen zoals bewerkte en versierde beenderen en schedels. Sieraden waren ook in zwang, vervaardigd van parelmoer, ametist, turkoois of kwarts.

## Relatie met Arawakken en Taino's
Door sommigen worden de Saladoïden verbonden met de sprekers van Arawak-talen en de latere Taino's die in de vroege koloniale tijd op de Grote Antillen aangetroffen werden. Archeologen zijn vaak huiverig om dit soort verbanden te leggen omdat archeologie nu eenmaal niet bij machte is aan te tonen welke taal iemand honderden jaren voorheen precies sprak.

### Genetisch onderzoek
DNA-onderzoek zou meer opheldering kunnen verschaffen, niet over de taal, maar over de genetische verwantschap. Dit soort onderzoek wordt echter bemoeilijkt door twee factoren:
1. De vroege koloniale tijd bracht veel geweld, oorlogen, slavernij en epidemieën die de genetische samenstelling van de bevolking op de Caribische eilanden grondig veranderd heeft.
2. In het heersende klimaat is menselijk DNA vaak niet erg duurzaam.

Toch hebben Mendisco et al. 'oud DNA' (aDNA) weten te bemachtigen op Guadeloupe en enige eilanden daaromheen. Het stamt uit de zesde tot zevende eeuw. De mitochondriale haplogroepen die zij daarin aantroffen waren A2, C1 en D1. Dit komt goed overeen met de huidige inheemse bevolking van noordelijk Zuid-Amerika, niet zo zeer van de kust, maar vooral verder landinwaarts in de bekkens van de Orinoco en Amazone; maar de verkregen gegevens zijn niet voldoende voor een regelrechte identificatie.